# 2 giorni a Parigi
2 giorni a Parigi è un film del 2007 diretto da Julie Delpy.
Presentato nella sezione Panorama al Festival di Berlino 2007, è uscito nelle sale italiane il 28 settembre 2007.

## Trama
Di ritorno da un viaggio a Venezia che non è andato come sperato, la fotografa francese Marion e il designer d'interni statunitense Jack, prima di rientrare a New York dove vivono, si fermano un paio di giorni a Parigi, presso i genitori di lei. Quella che potrebbe essere l'occasione per rifarsi e concedersi un po' di tempo tutto per loro nella città romantica per eccellenza, si rivela invece una dura prova per la loro relazione, che ne mette a nudo tutte le fragilità, fra gelosie e incomprensioni reciproche.
Jack è insofferente a causa delle barriere culturali e linguistiche, dell'incontro con ex di Marion troppo affettuosi e della scoperta di un suo passato sentimentale troppo vivace, di una città che gli appare ostile e in cui gliene capitano di tutti i colori. Marion non fa nulla per rassicurarlo, anzi, gli mente, si comporta in modo irrazionale, sembra flirtare con tutti.
Il loro rapporto si rivelerà abbastanza forte per superare questi due giorni tormentati, grazie ai quali Marion e Jack saranno riusciti a conoscersi meglio e capire di volere rimanere insieme.

## Ispirazioni e modelli
Se l'ispirazione al film è venuta delle esperienze dirette dell'attrice, che ha viaggiato molto fra Francia e Stati Uniti e vissuto abbastanza in entrambi i paesi per poterne mettere a confronto le rispettive, non dissimili nevrosi, i modelli cinematografici più evidenti sono Éric Rohmer, Woody Allen (entrambi i protagonisti hanno tratti che ricordano il regista newyorkese, per quanto la Delpy abbia affermato:«Adoro Woody, tuttavia non ho mai provato a fare un film come lui») e il dittico di Richard Linklater Prima dell'alba e Before Sunset - Prima del tramonto di cui la Delpy è stata protagonista («Ma ho capovolto l'idea di Prima del tramonto. In quel film i personaggi sono come in una bolla di sapone, Parigi non c'entra. Qui è l'opposto. La città e il suo ambiente distruggono Marion e Jack»).

## Slogan promozionali
- «He knew Paris was for lovers. He just didn't think they were all hers.»
- «Riusciranno ancora a fare sesso... dopo?»

## Cast
- I genitori di Marion sono interpretati dai veri genitori di Julie Delpy[3], Albert Delpy e Marie Pillet.

## Riconoscimenti
- Festival di Mons 2007: Coup de cœur della giuria